# Kraj (podział administracyjny)
Kraj – jednostka podziału administracyjnego niektórych obecnych oraz nieistniejących już państw europejskich.
- Czechosłowacja: kraje wprowadzono w roku 1949, w latach 1923–1938 najwyższą jednostką podziału administracyjnego były żupy, w latach 1939–1945 w Protektoracie Czech i Moraw odpowiednikiem był Oberlandratsbezirk / obvod vrchního zemského rady, a w latach 1938–1945 w Kraju Sudetów odpowiednikiem był Regierungsbezirk / vládní obvod / rejencja. W 1949 utworzono 13 krajów w czeskiej części i 6 w słowackiej części państwa. W 1960 zmniejszono ich liczbę do 10 (7+3)[1]. W 1990 przestały istnieć krajskie (wojewódzkie) komitety narodowe.
- Czechy: podział na kraje obowiązuje od 2000 roku – istnieje ich obecnie 14 (w tym miasto wydzielone Praga)[2]. Do 2003 dzieliły się na okresy (odpowiednik powiatu), obecnie podział ten zachowały sądy, policja i niektóre inne urzędy państwowe. Został on również zachowany dla celów statystycznych[1].

- Rosja: kraje są jedną z jednostek administracyjnych – obecnie jest ich 9.

- Słowacja: w 1996 państwo podzielono na 8 krajów. Mniejszą jednostką administracyjną są okresy.